# 本多政遂
本多 政遂（ほんだ まさもろ）は、江戸時代前期の大名。下野榎本藩の第2代藩主。

## 生涯
慶長18年（1613年）、加賀藩家老本多政重（本多正信の二男）の二男として生まれる。
叔父の本多忠純（本多正信の三男）は下野国榎本藩主であったが、世嗣として定められていた実子の忠次が寛永3年（1626年）に17歳で早世した。このため「某年」に忠純の婿養子となった。寛永7年（1630年）、榎本藩の世嗣として将軍徳川家光に拝謁した。
寛永8年（1631年）12月13日に忠純が死去した（家臣による殺害説がある。本多忠純参照）。寛永9年（1632年）8月26日、遺領相続が認められた。寛永13年（1636年）12月29日、従五位下大隅守に叙任。
寛永15年（1638年）7月29日に死去、享年26。浅草の徳本寺に葬られ、以後代々の葬地となった。
家督は長男の犬千代（3歳）が継いだ。